# 維他聖誕Mixtape
《維他聖誕Mixtape》是香港美籍華裔歌手歐陽靖(MC Jin)的唱片。
該唱片由維他奶公司發行，共收錄12首單曲，在2009年指定日期內於香港7-Eleven便利店購買三盒維他檸檬茶可以換購得到。

## 曲目
- 《維他聖誕Mixtape》

發行日期：2009年12月16日
1. 聖誔 Rap
2. 曬命
3. Okay It' KT
4. 頂頂大名
5. Amezing
6. 入屋
7. 711 feat.KT
8. O靚模 vs. Nomral(Remix) feat.KT
9. 有限公司 feat.KT
10. 2010 feat.KT
11. VLT 澀得起 就係我
12. Encore VLT 錫蘭檸檬茶